# К'авііль-Чан-K'ініч
К'авііль-Чан-K'ініч (д/н — бл. 761) — цар (ахав) Мутуля в Дос-Пілас (Південне Мутульське царство) з 741 до бл. 761 року.

## Життєпис
Був сином ахава Іцамнаах-К'авііля. На час смерті останнього у 726 році був малого віку. Тому при ньому на кшталт регента стає Уча'ан К'ін Б'алам. Втім, уже у 727 році той сам стає царем. З цього часу К'авііль-Чан-K'ініч вважається спадкоємцем Уча'ан К'ін Б'алама.
Після смерті останнього стає царем. Церемонія інтронізації відбувалася 9.15.9.17.17, 13 Каб'ан 20 Яшк'ін (27 червня 741 року). Він продовжував політику попередників щодо розширення влади Дос-Піласа в регіоні. Перший військовий успіх прийшов ще до його інавгурації, коли була здобута перемога над сусідньою місцевістю Акуль («Черепаха»), а її володаря майбутній південномутульський цар захопив в полон. З тих пір він став називати себе «Паном володаря Акуль».
Після сходження на трон К'авііль-Чан-K'ініч відновив активну експансію за межами Петешбатуна, перш за все на північний захід. У 743 році переміг місто-державу Ель-Чорро (його володар потрапив в полон), а потім йому скорилися царства верхньої Усумасинти — Паталь і Лакамтуун. Це призвело до конфлікту з Па'чанським царством, війська якого у 744 році атакували залежний від Дос-Піласа Лакамтуун.
У 745 році К'авііль-Чан-K'ініч здійснив похід у відповідь до Верхньої Усумасінти. У день 9.15.13.15.15, 7 Мен 18 Соц' (25 квітня 745 року) він полонив одного з па'чанських царевичів … б'-Шоока, який імовірно був братом Іш-К'аб'аль-Шоок, дружини або родички па'чанського царя Іцамнаах-Б'алама III, на той час уже покійного. Через чотири дні після перемоги над Па'чаном (29 квітня 749 року) К'авіль-Чан-К'ініч захопив в полон Чуліу-Хіша, царя (або представника царського роду) Ік'а. Пам'ять про своїх військові успіхи К'авііль-Чан-K'ініч увічнив на «ієрогліфічних сходах 3», на яких зображені бранці.
Він зберіг тісний союз з Як-К'аном (Канкуеном). При цьому всіляко демонстрував свою прихильність до правителів підлеглих міст. Практика постійних пересувань Петешбатуном при ньому тільки посилилася. Найчастіше К'авііль-Чан-K'ініч відвідував міста Сейбаль і Тамаріндіто.
Незважаючи на всі дії щодо попередження невдоволення, у 761 році проти влади К'авііль-Чан-K'ініча повстали залежні міста на чолі із Тамаріндіто. 9.16.9.15.3, 9 Акбаль 11 Кумка '(19 січня 761 року) К'авііль-Чан-K'ініч змушений був тікати зі своєї столиці. Через 7 діб за його наказом спустошено Тамаріндіто. Але того ж дня зазнав рішучої поразки від повсталих міст, слідом за цим місто Дос-пілас спустошено. Про долю К'авііль-Чан-K'ініча немає відомостей.